# Техніон
Техніон — Ізраїльський технологічний інститут (івр. הטכניון - מכון טכנולוגי לישראל) — вищий навчальний та науково-дослідницький заклад в Хайфі, Ізраїль.

## Структура і спеціалізація
В складі Техніону 17 факультетів, 2 відділення та 11 додаткових науково-дослідницьких закладів. 

### Факультети
- Аерокосмічної технології
- Цивільної та екологічної інженерії
- Архітектури та міського планування
- Технології харчового виробництва та біотехнології
- Біологічний
- Біомедичної технології
- Матеріалознавства
- Електротехнічний
- Хімічний
- Хімічної технології
- Комп'ютерних наук
- Машинобудування
- Математичний
- Фізичний
- Факультет промислової інженерії та управління
- Медичний
- Факультет викладання наукових та технологічних дісциплін

### Відділення
- Відділення гуманітарних та містецьких дісциплін
- Відділення курсів підвищення кваліфікації

### Додаткові науково-дослідницькі заклади
- Інститут нанотехнології імені Расела Бері
- Інститут твердого тіла
- Інститут дослідження космосу імені Нормана та Хелен Ашер
- Інститут дослідження води імені Стівена та Ненсі Гранд
- Інститут дослідження транспорту
- Національний інститут дослідження будівництва
- Установа Шмуеля Неемана для передових досліджень в науці та технології
- Міжгалузевий інженерно-біологічний центр імені Лорі Локея
- Центр дослідження міста та околиці
- Центр досліджень та розвитку архітектури
- Дослідницький центр архітектурної спадщини Ізраїлю.

## Історія заснування і становлення

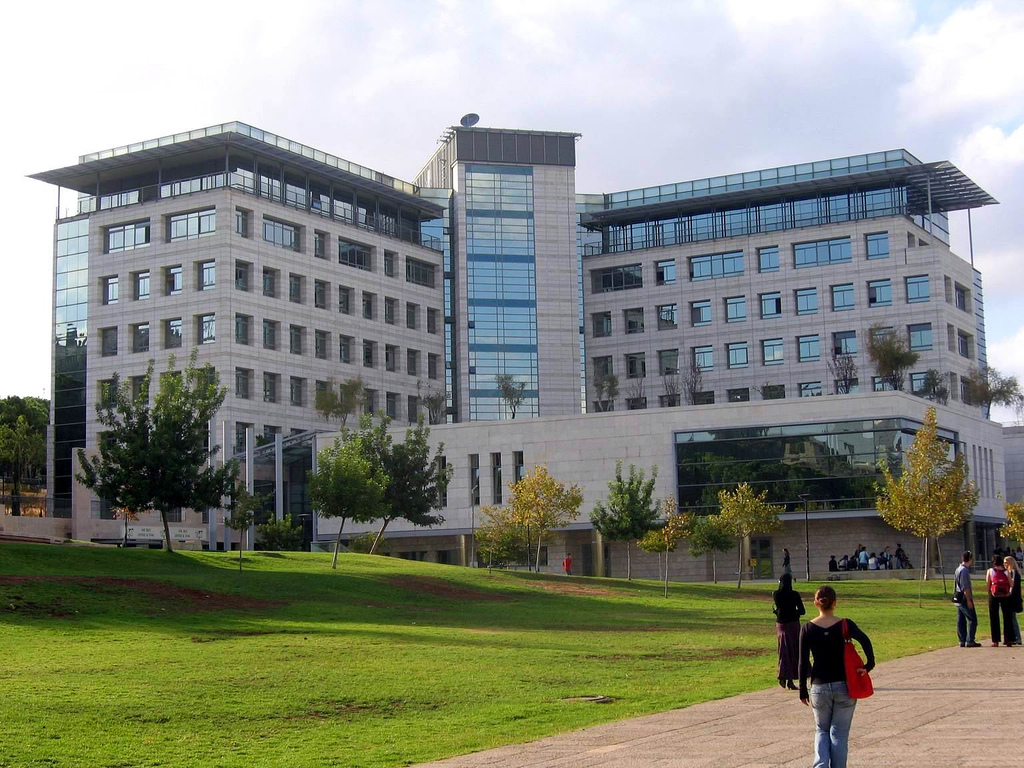
Будівля факультету Комп'ютерних наук

Техніон був задуманий, на початку 1900-х років, в Німеччині єврейським фондом Езра, як школа інженерних та природничих наук. Перший камінь було закладено в 1912 році, але навчання розпочалося лише через 12 років потому, після інтенсивних дебатів з приводу мови навчання. Езрах вважав, що сучасний іврит не мова науки, тому наполягав на німецькій мові викладання. Однак, після першої світової війни і поразки в ній Німеччини, іврит був прийнятий як основна мова викладання.
Техніон було відкрито в 1924 році, хоча офіційна церемонія відкриття відбулася в 1925 році. На першому курсі навчалося 16 студентів. Єдиним факультетом був факультет цивільного будівництва.
Протягом 30-х років до Техніону переїжджають вчені з Нациської Німеччини та інших країн.
До відкриття інженерної школи при університеті Бен-Гуріона на початку 1970-х років Техніон був єдиним закладом Ізраїлю що надавав інженерну освіту.

Вхідний міст у Техніон з боку района Неве-Шаанан

### Кампус
В даний час Техніон розташовується на площі, що займає 300 гектарів на північному схилі гори Кармель. На цій території розташовано близько 100 будинків, які утворюють так званий «квартал Техніона» (івр. קרית הטכניון) у хайфському районі Неве-Шеанан. В старій будівлі Техніона в районі Адар тепер розташований Хайфський музей науки і технології. Крім навчальних і адміністративних корпусів у кварталі Техніона знаходяться: амфітеатр, спортивний комплекс з басейном, тир і тенісні корти, гуртожитки, поштове відділення, відділення банку, поліклініка, магазини, кафетерії та синагога.

## Відомі випускники

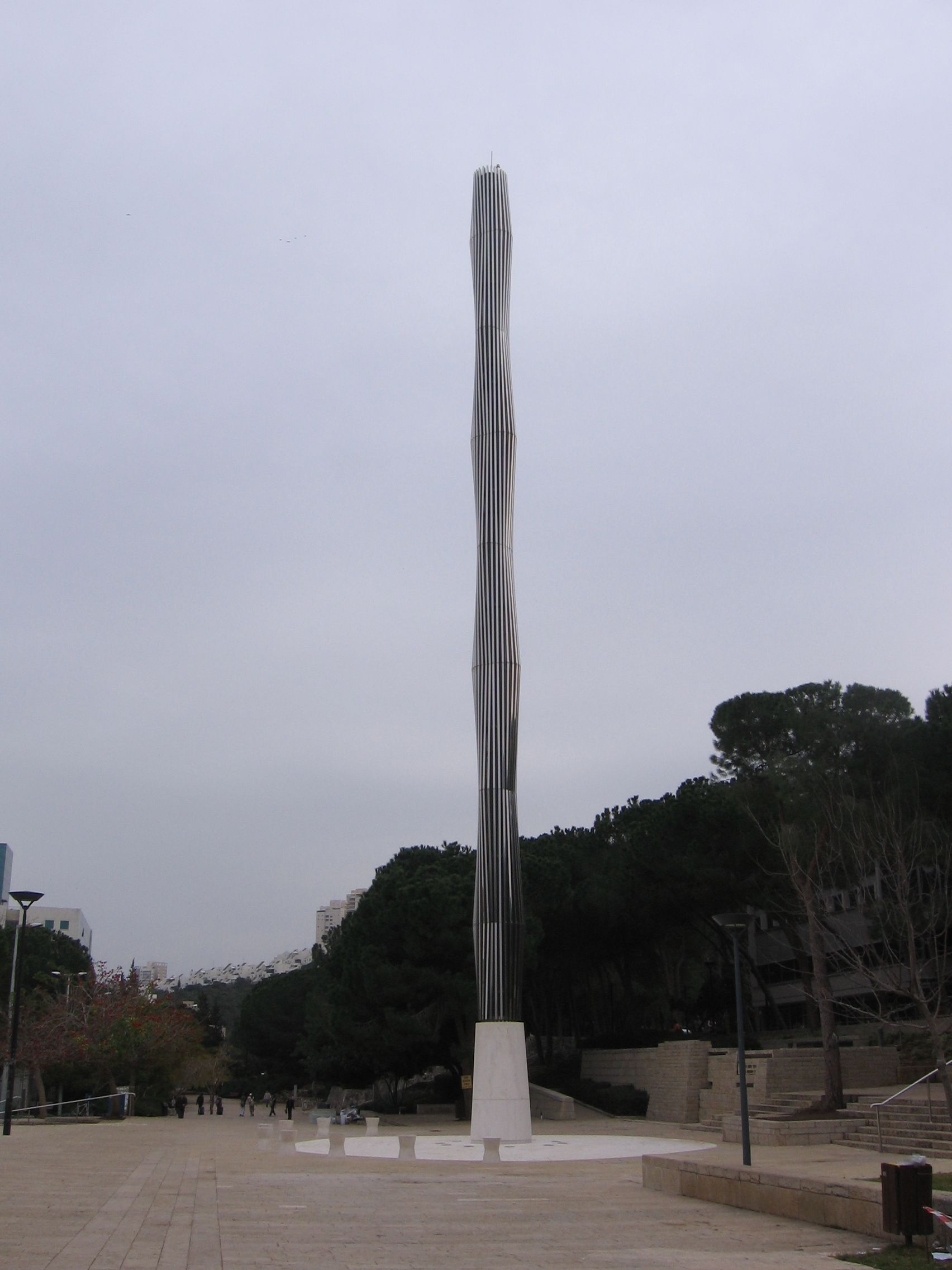
Обеліск в Центрі Техніона, Нержавіюча сталь структура 28 метрів, є кінетичної скульптурою розроблений Сантьяго Калатравою

- Андрій Бродер - розробник captcha, віце-президент компанії Yahoo, колишній віце-президент AltaVista
- Ярон Брук - президент і виконавчий директор інституту Аїн Ренді
- Енді Ґутманс - розробник PHP і співзасновник Zend Technologies
- Узі Ландау - політик
- Юді Манбер - розробника пошукової системи, та віце-президент Google, колишній віце-президент Amazon.com
- Дов Моран - засновник М-Systems та InFone
- Ар'є Варшель — лауреат Нобелівської премії з хімії за 2013 рік

## Відомі викладачі та дослідники
- Дан Шехтман, лауреат Нобелевської премії з хімії
- Авраам Гершко, лауреат Нобелевської премії з хімії
- Аарон Чехановер, лауреат Нобелевської премії з хімії
- Авраам Лемпель, співавтор алгоритму Лемпеля-Зіва
- Яков Зів, співавтор алгоритму Лемпеля-Зіва
- Іцхак Апелойг, піонер у галузі квантохімічних методів ab initio для розрахунків властивостей матеріалів
- Амос Лапідот, колишній президент Техніону та головнокомандувач Повітряних сил Держави Ізраїль

## Галерея

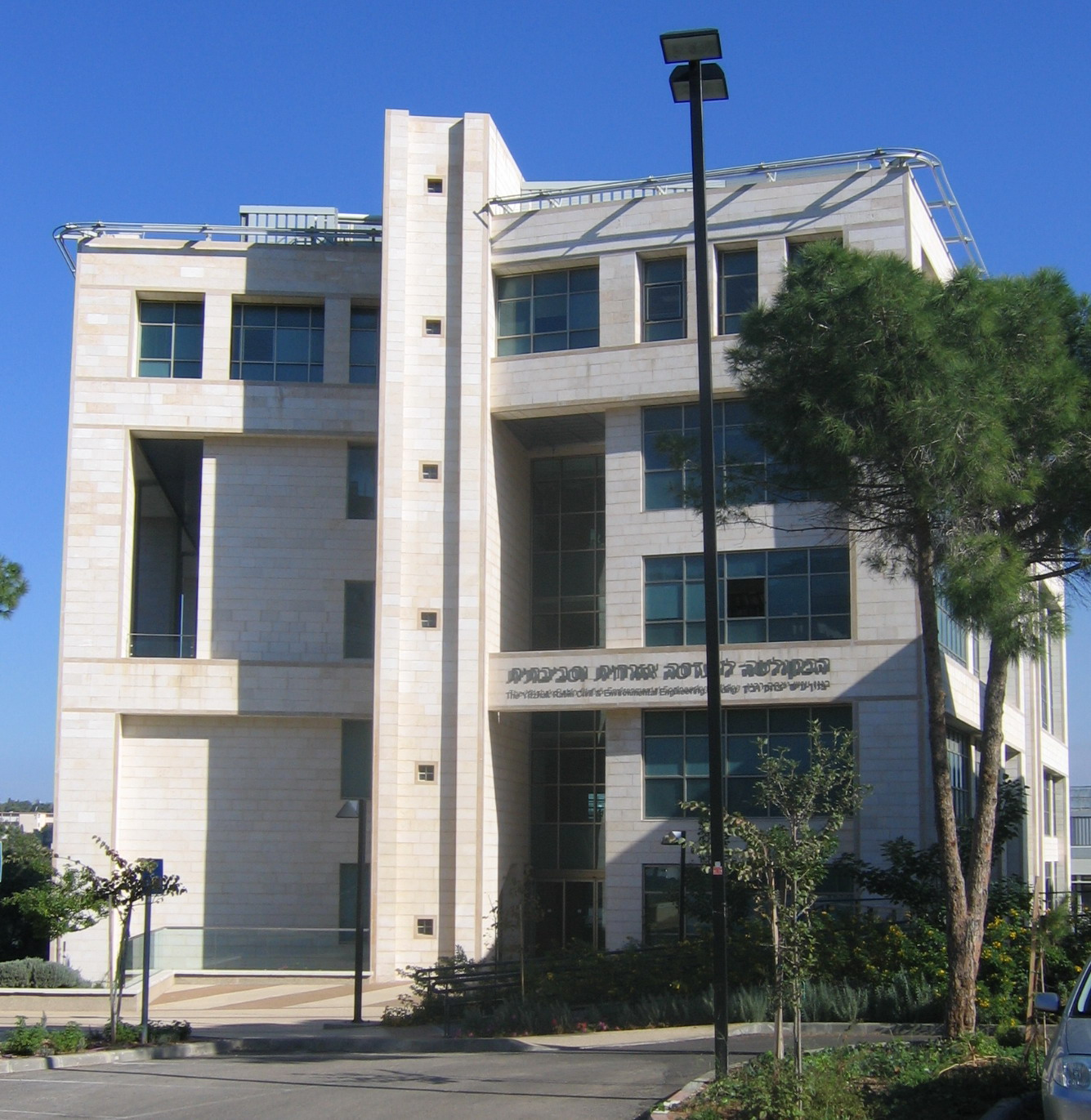
Факультет цивільної та екологічної інженерії
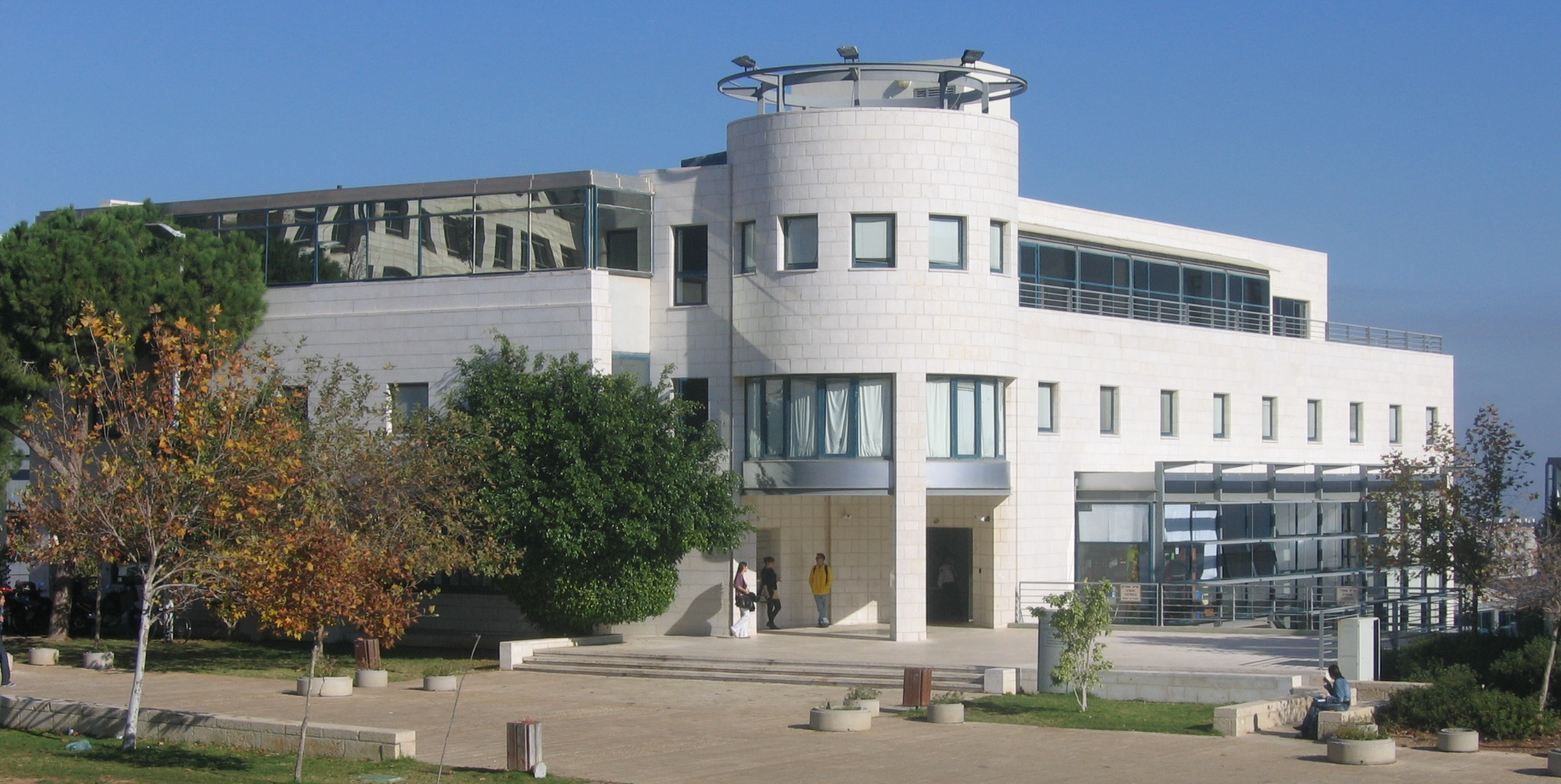
Будівля факультету Архітектури та міського планування
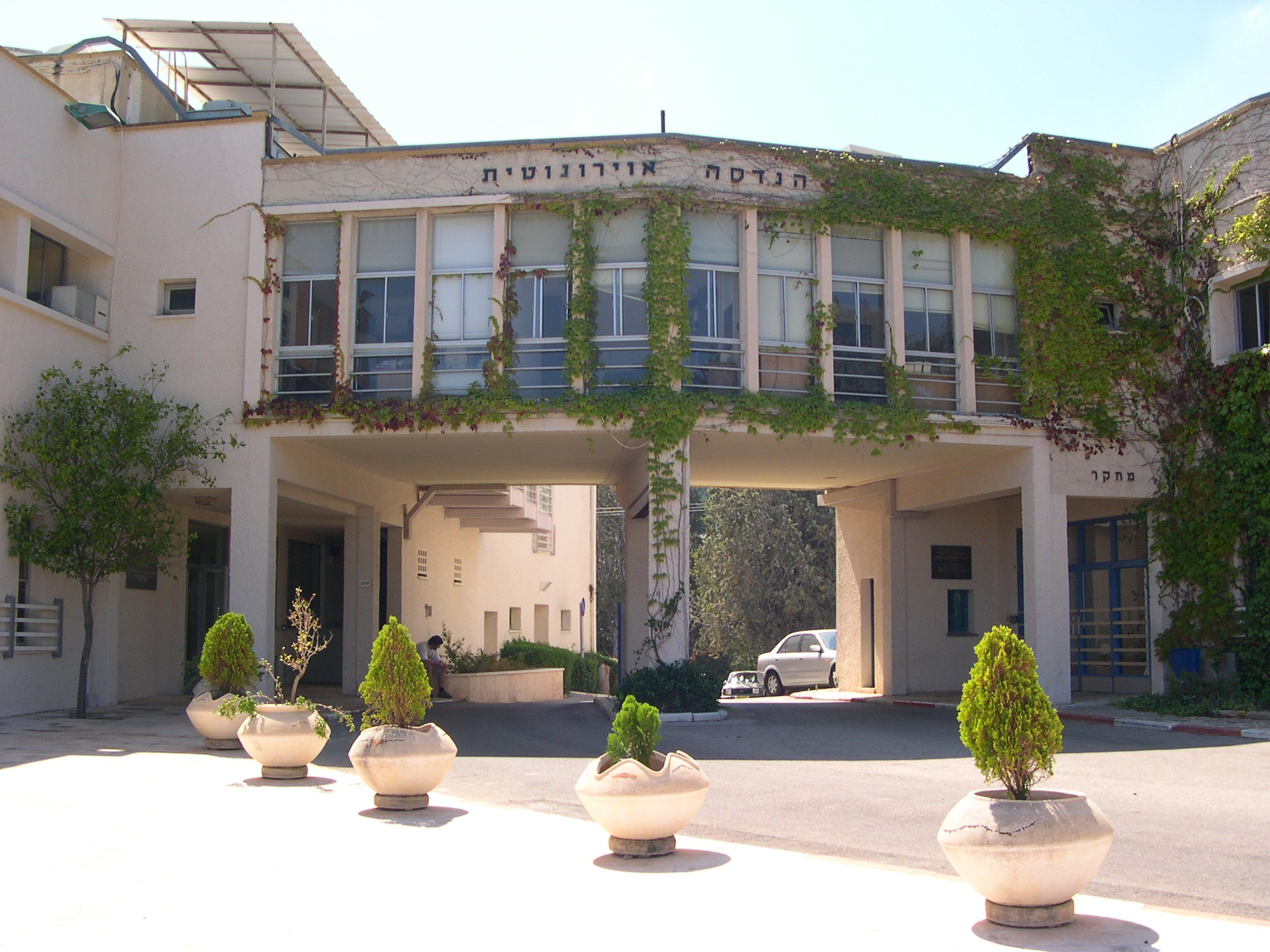
Аерокосмічний факультет
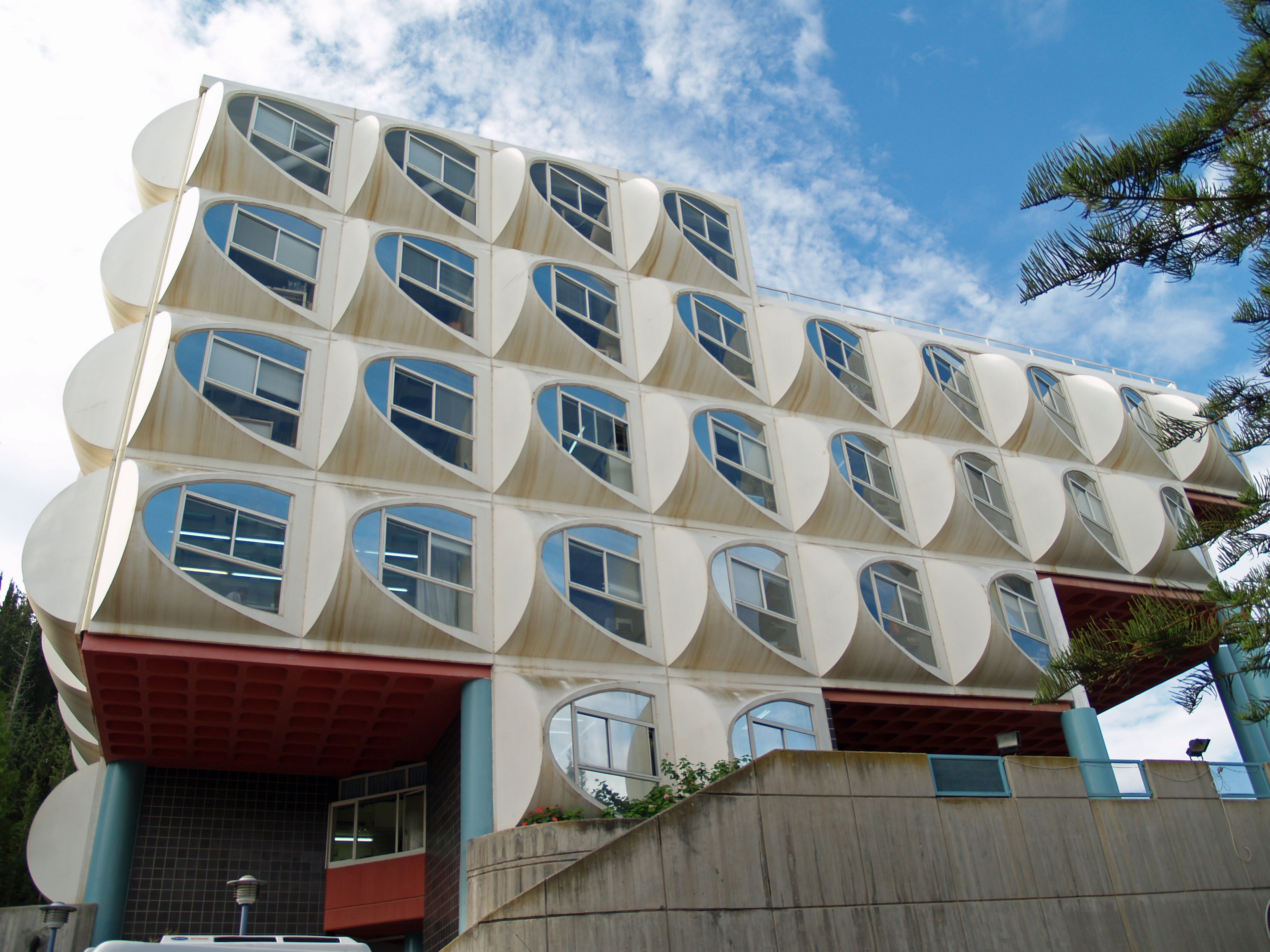
Факультет промислової інженерії та управління
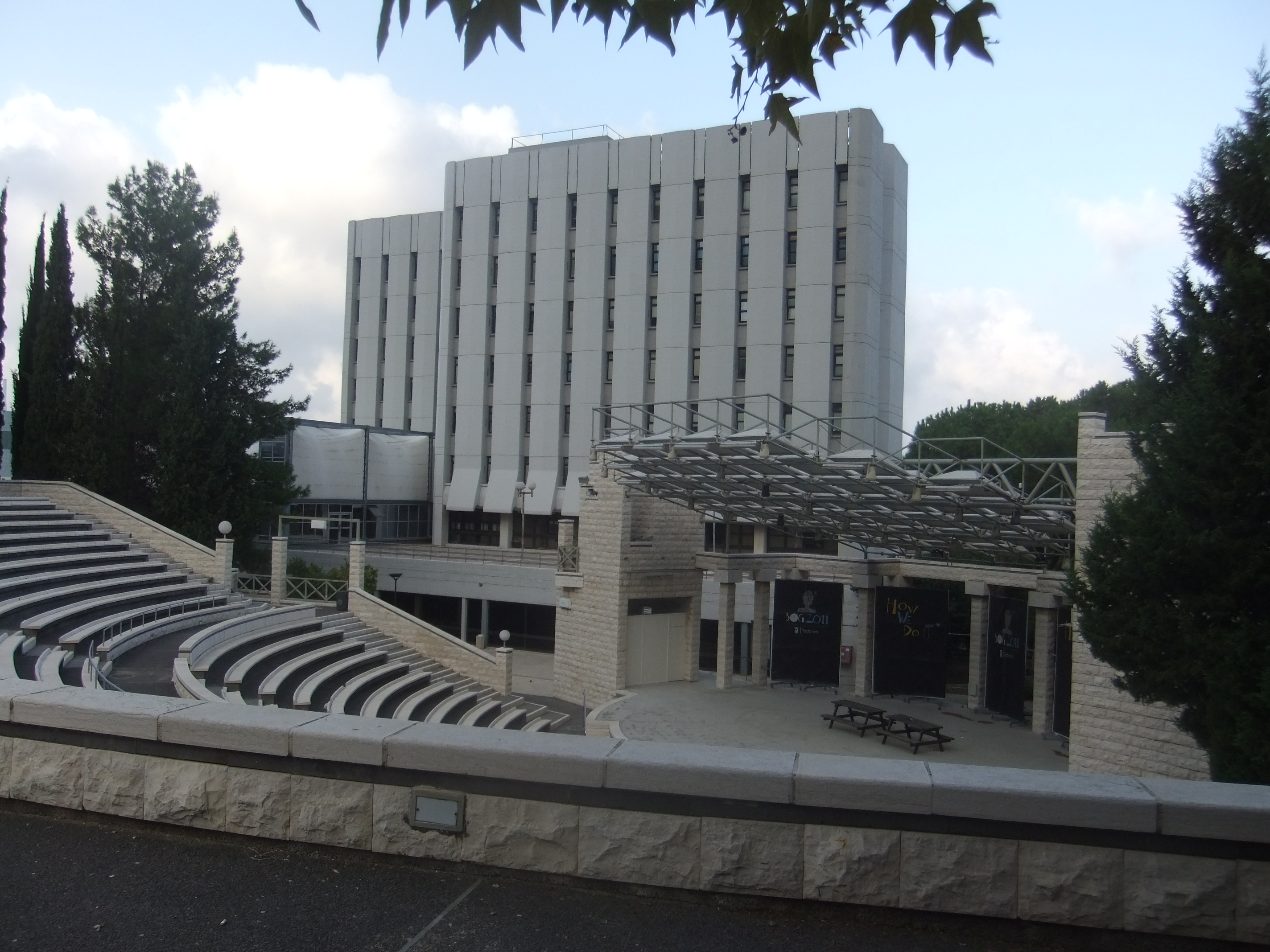
Амфітеатр і математичний факультет
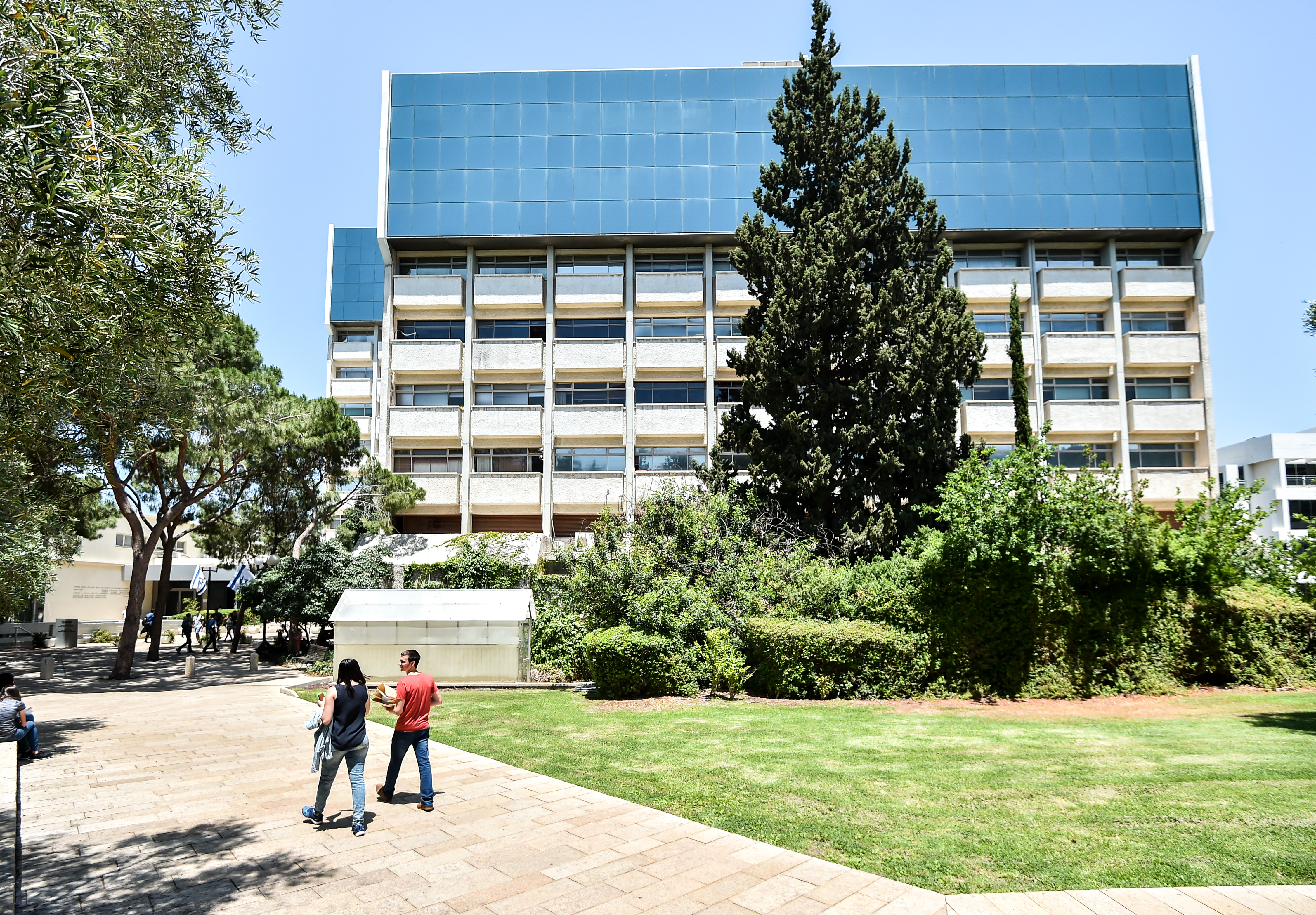
Електротехнічний факультет
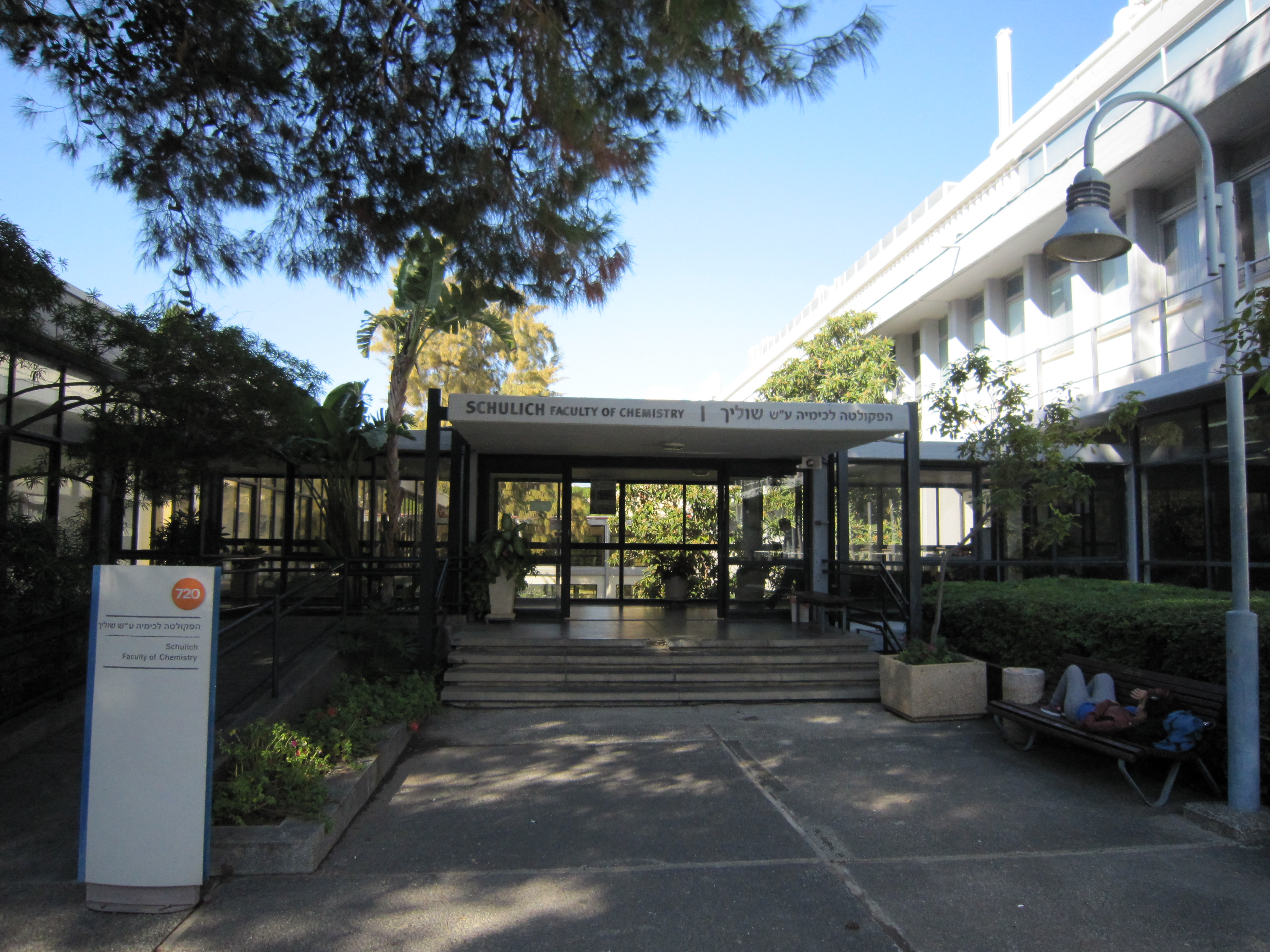
Хімічний факультет
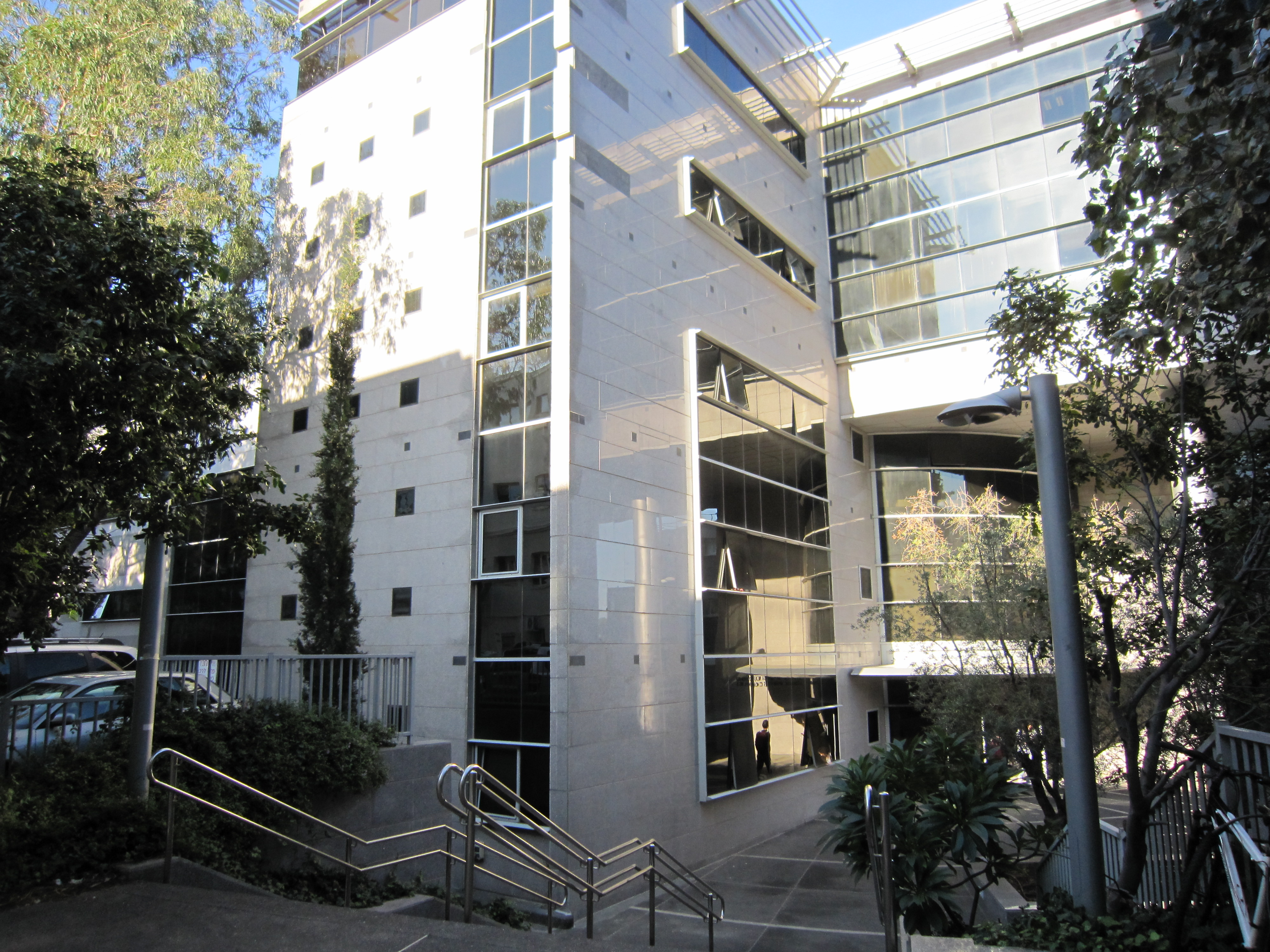
Фізичний факультет
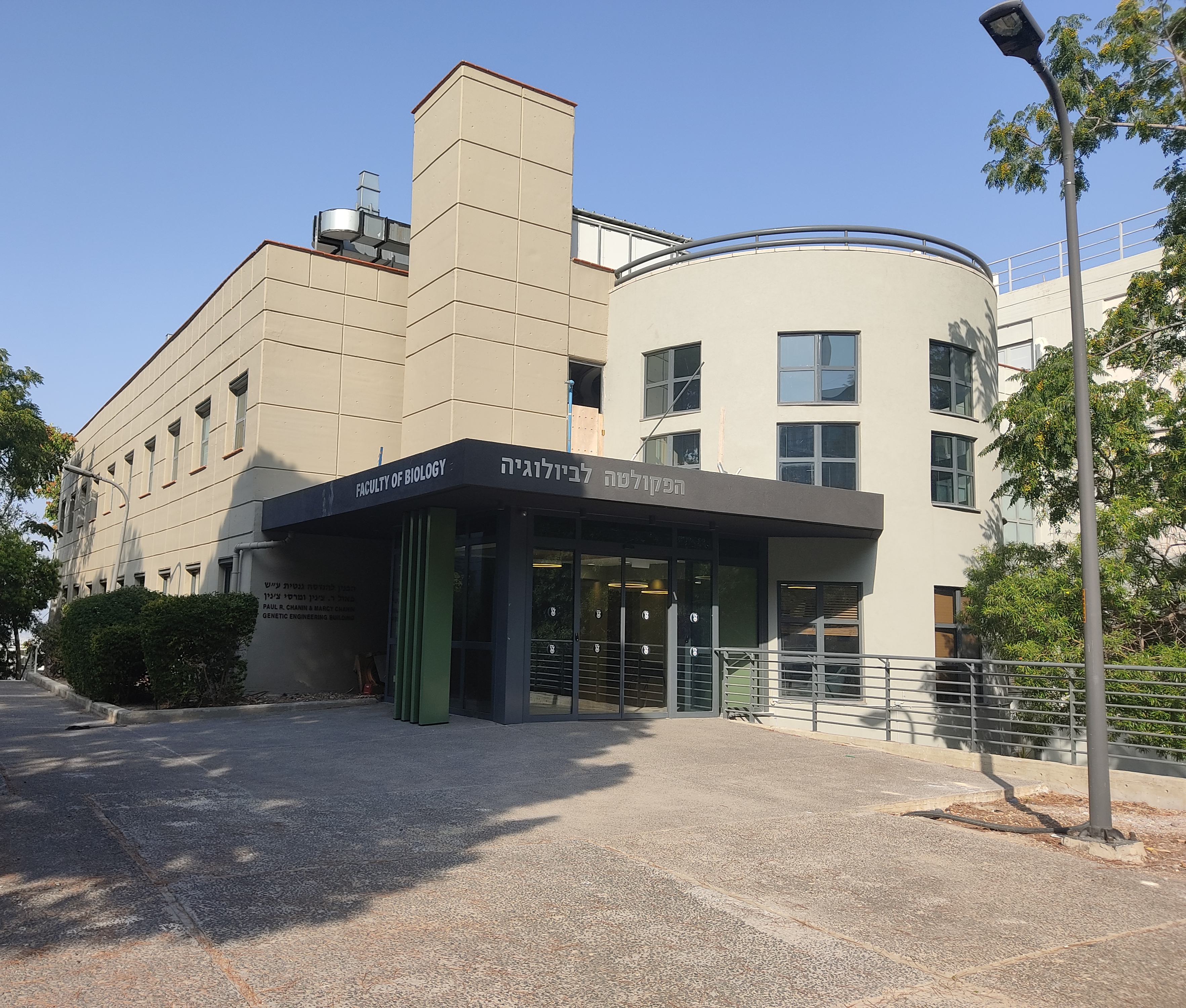
Факультет біології
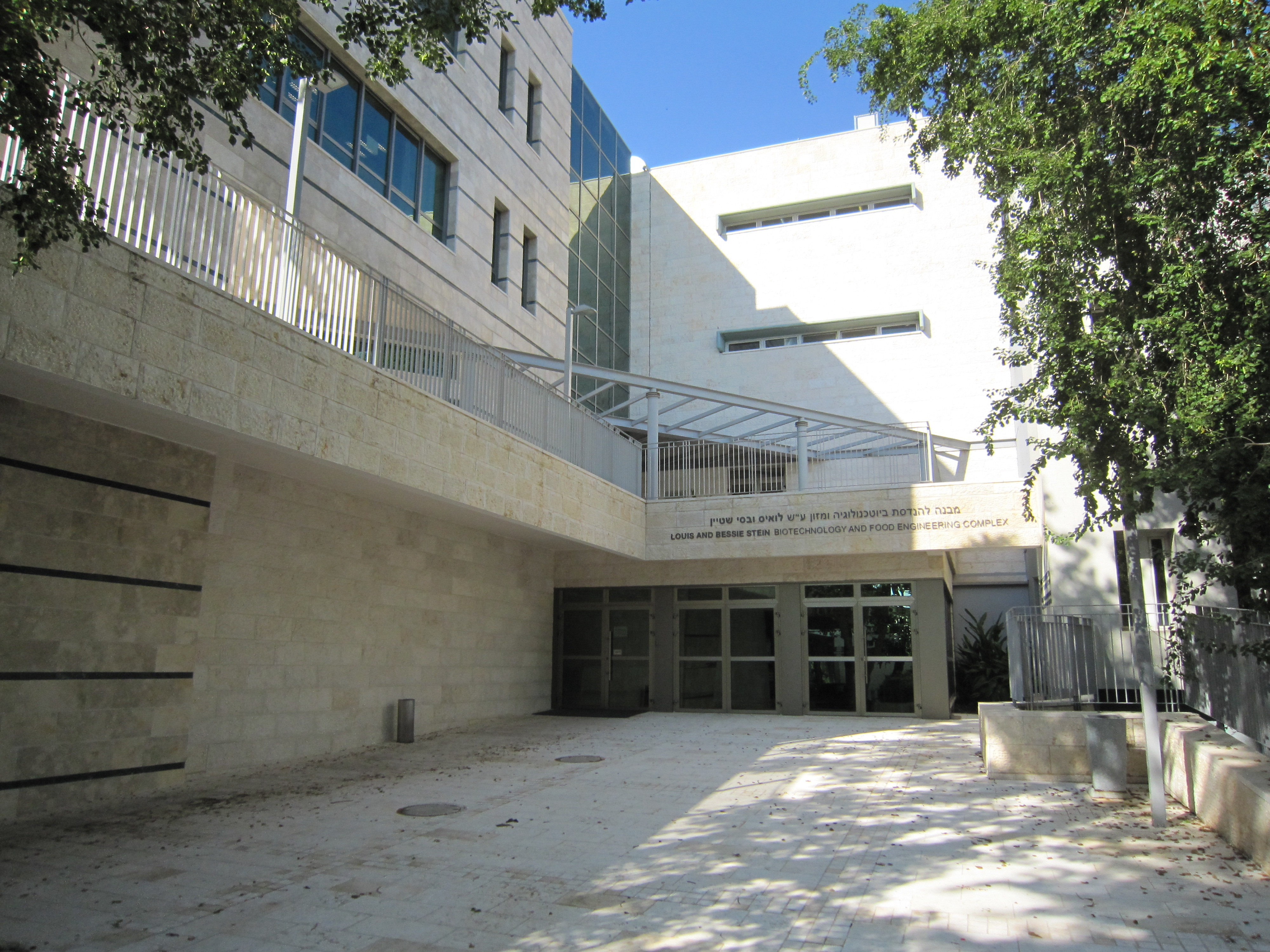
Факультет біотехнології та харчової інженерії
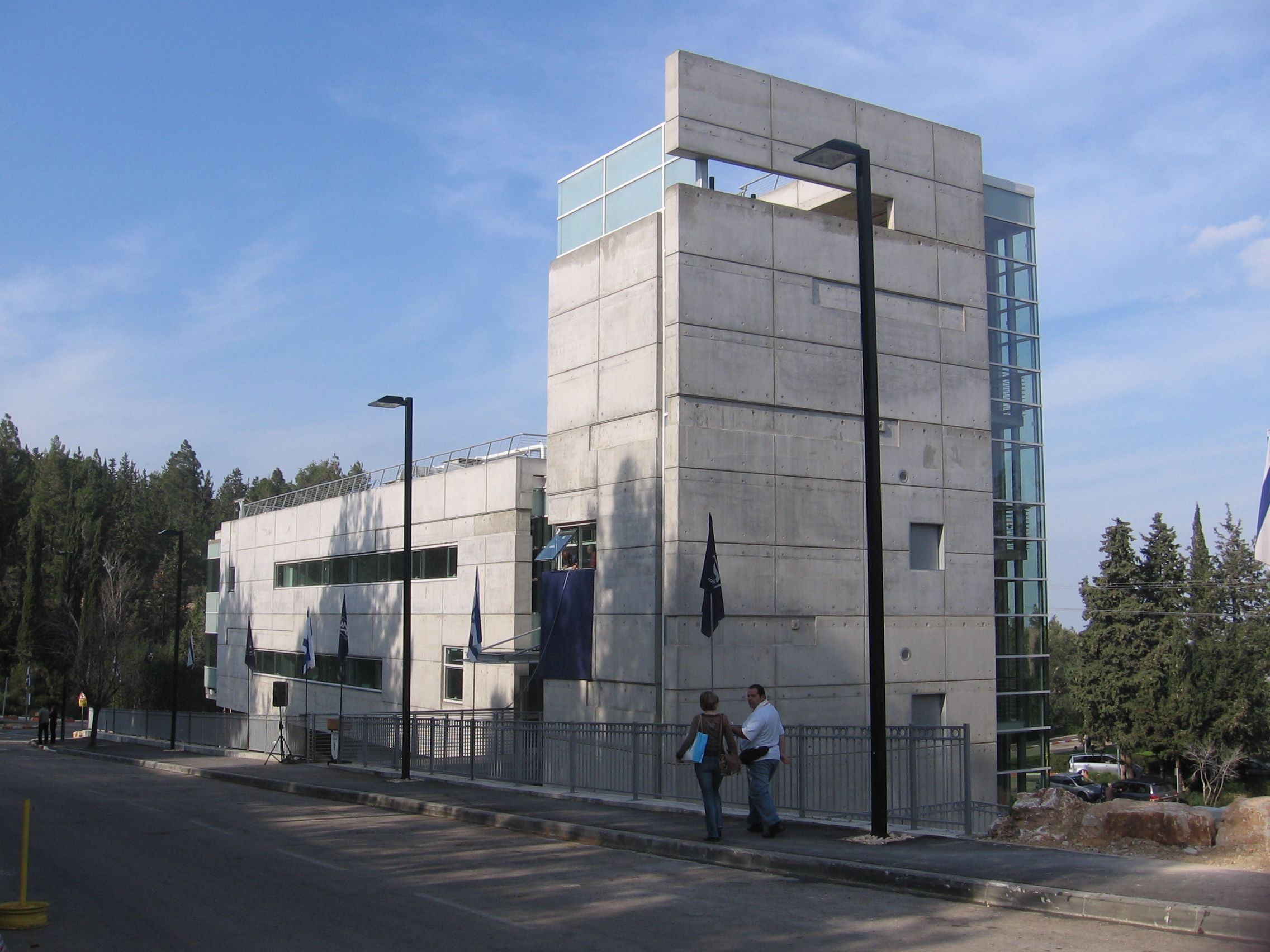
Інститут космічних досліджень
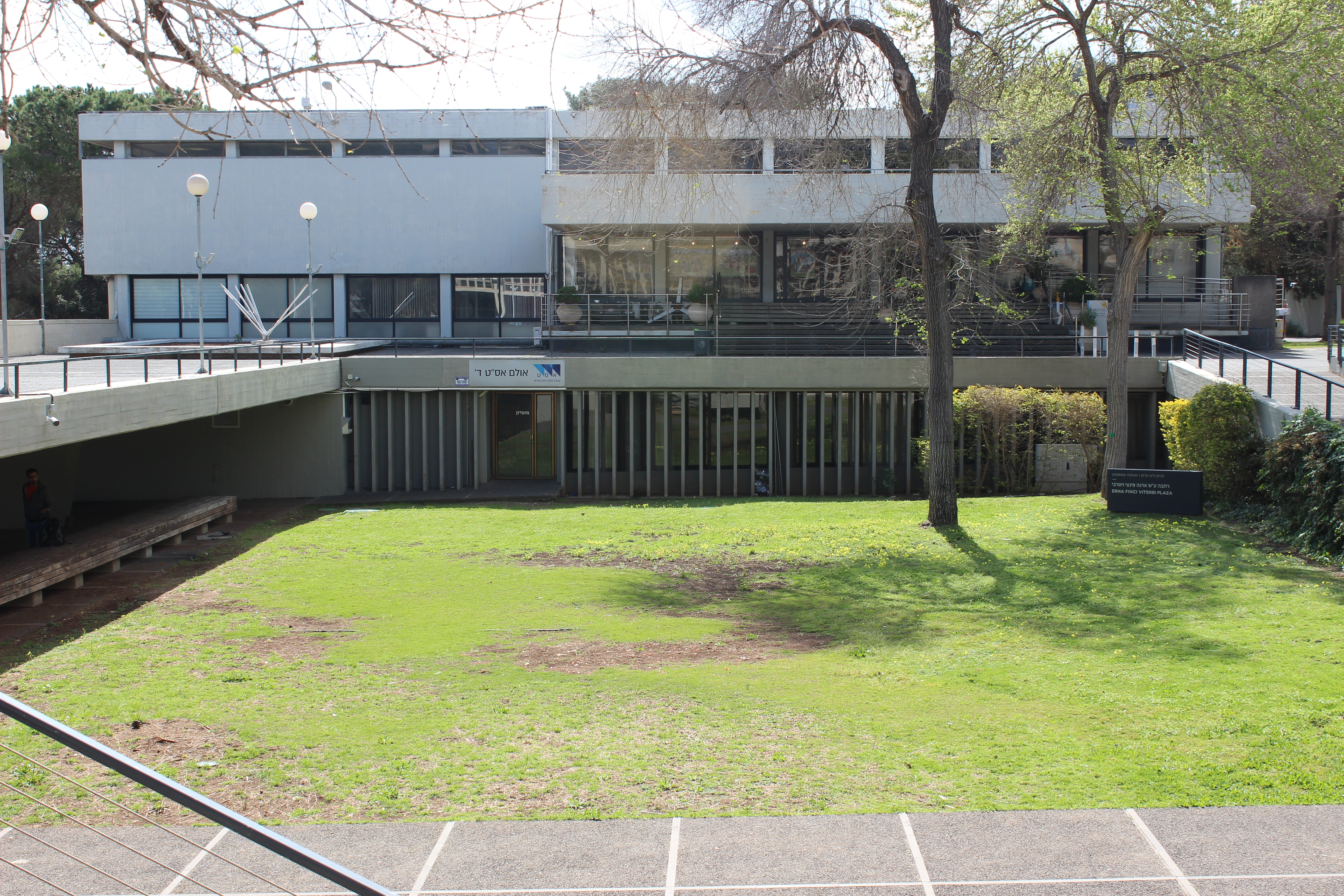
Фронтальний вид центральної бібліотеки
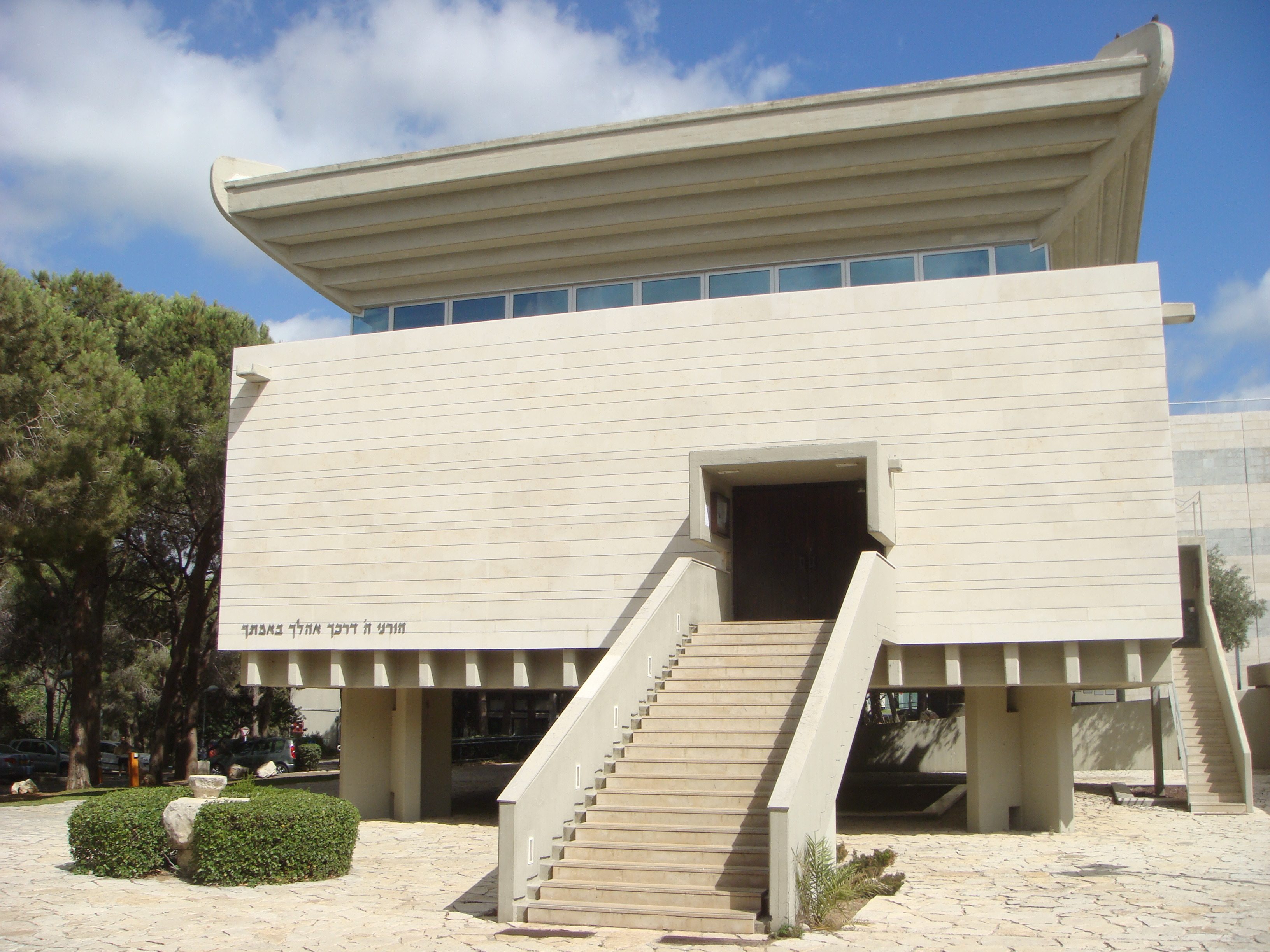
Синагога
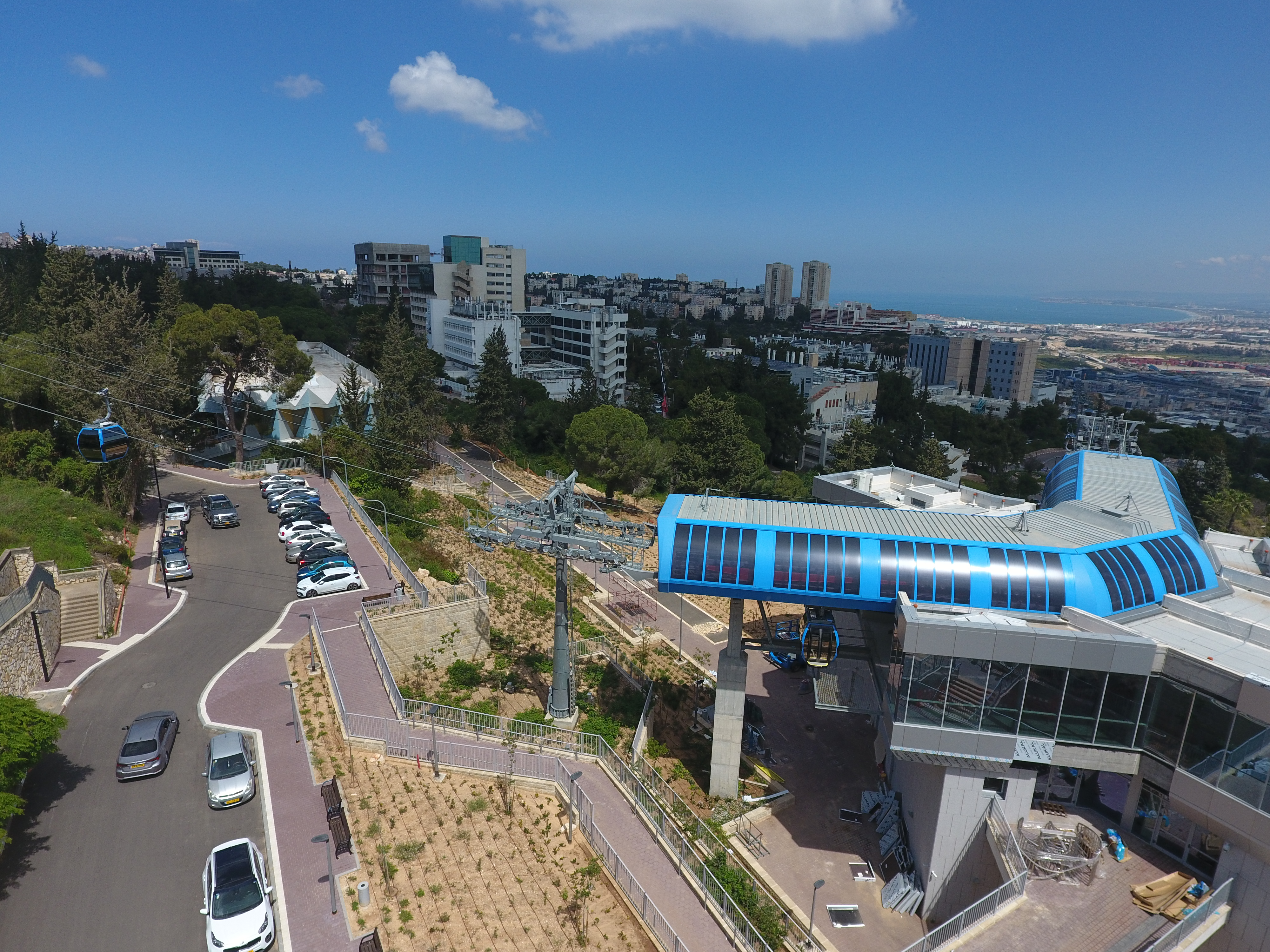
Станція Рахбаліт в Техніоне